# Treinador (Marvel Comics)
Taskmaster (Brasil: Treinador ), pessoalmente Anthony "Tony" Masters, é um personagem fictício das histórias em quadrinhos do Universo Marvel, publicado pela Marvel Comics. Criado por David Michelinie (roteiro) e George Pérez (desenhos), o personagem apareceu pela primeira vez em The Avengers #195, porém fez sua estréia definitiva em The Avengers # 196.
Normalmente considerado um supervilão, mas às vezes um anti-herói e um agente adormecido, o Treinador passou a figurar em inúmeros títulos da Marvel, mais notavelmente como um mercenário contratado como instrutor de treinamento por várias organizações criminosas.

## Poderes e habilidades
Ele tem a capacidade de imitar os movimentos físicos de qualquer um que ele observe, afirmando ter essa capacidade desde a infância. Trabalha como instrutor de combate e treina pessoas para se tornarem lacaios de outros vilões, utilizando as técnicas que aprendeu com sua observação de super-heróis e participa de trabalhos de mercenários de tempos em tempos. Inicialmente retratado como um vilão, ele também foi treinado como agente dos EUA e outros super-heróis neófitos a pedido do governo americano. Como mercenário, ele não tem ideologia exceto a de seu empregador. Devido à sua capacidade de imitar as técnicas e o arsenal de outros heróis e vilões, o Treinador tem sido usado ocasionalmente para representar outros personagens.
Obteve sucesso ao copiar os estilos das armas de combate de super-heróis, exceto o escudo do Capitão América, o arco e flecha do Gavião Arqueiro, e os lançadores de teia do Homem-Aranha.

## Outras mídias

### Desenhos
- O Treinador aparece como vilão do Homem-Aranha disfarçado de professor de educação física de Peter Parker na série animada Ultimate Spider-Man.[2]Originalmente dublado pelo ator Clancy Brown.
- É um dos principais vilões (ao lado do Caveira Vermelha) no longa animado de 2014, Iron Man & Captain America: Heroes United,[3] originalmente dublado pelo ator Clancy Brown.

### Videogames
- Está presente nos jogos Lego Marvel Super Heroes, Lego Marvel Super Heroes 2
- É um dos personagens dos jogos para celular Marvel Contest of Champions, Marvel Future Fight, Marvel Strike Force e Marvel Puzzle Quest.
- Aparece em Marvel's Spider-Man de 2018, para PlayStation 4, como um vilão secundário (dublado por Brian Bloom).[4]
- É um personagem jogável no jogo Marvel vs. Capcom 3: Fate of Two Worlds.
- Aparece em Avengers de 2020 como antagonista.

### Filmes
- O filme Viúva Negra (2021) introduziu uma encarnação com gênero trocado chamada Antonia Dreykov, interpretada por  Olga Kurylenko, ao Universo Cinematográfico Marvel (UCM). Filha do general que comandava a Sala Vermelha que criava Viúvas Negras, Antonia foi ferida em uma explosão que Natasha Romanoff causou com a intenção de matar Dreykov, que então inseriu em Antonia implantes que a permitiram estudar e absorver estilos de lutas, incluindo técnicas de outros super-heróis.[5][6][7]

## Ligações Externas
- Treinador (em inglês) em Marvel.com